# Barge
Barge é uma comuna italiana da região do Piemonte, província de Cuneo, com cerca de 7.211 habitantes. Estende-se por uma área de 82 km², tendo uma densidade populacional de 88 hab/km². Faz fronteira com Bagnolo Piemonte, Cardè, Cavour (TO), Envie, Ostana, Paesana, Revello, Sanfront, Villafranca Piemonte (TO).

## Demografia
| Variação demográfica do município entre 1861 e 2011                               |
|                                                                                   |
| Fonte: Istituto Nazionale di Statistica (ISTAT) - Elaboração gráfica da Wikipedia |